# 마천역
마천역(馬川驛, Macheon station)은 대한민국 서울특별시 송파구 마천동에 있는 마천지선의 전철역이자 종착역이다. 이 역부터 방화역까지 모두 지하 구간이다. 심야에 2편성이 주박한다.

## 역사
- 1996년 3월 30일(토요일) : 서울 지하철 5호선 강동역~마천역 구간 추가 개통과 함께 종착역으로 영업 개시
- 2026년 5월 : 서울 경전철 위례선 마천역~복정역 구간 개통과 함께 종착역으로 환승역이 될 예정

## 개요
심야에 마천지선 2편성이 주박한다.

## 역 구조
한 때는 개찰구가 서로 분리되어 횡단이 불가능한 역이었으나 개찰구 구조가 횡단 가능한 구조로 변경되었다. 승강장 내부가 1부분만 동굴 형태의 인테리어로 꾸며져 있었으나 현재 리모델링 공사를 통해 사라졌다. 출입구는 2개다.

### 승강장
2면 2선의 상대식 승강장을 갖춘 지하역이며, 완전밀폐형 스크린도어가 설치되어 있다.
| 거여 ↑    |
| \| 상     |
| 시·종착역 |

| 상행 | ● 수도권 전철 5호선 | 올림픽공원·강동·여의도·방화 방면 |
| 하행 | ● 수도권 전철 5호선 | 고덕기지 입고 열차 당역 종착     |

## 주변
- 거여119안전센터
- 경기도 하남시 보금자리 감일지구
- 마천1동주민센터
- 마천2동주민센터
- 서울마천초등학교
- 마천우체국
- 송파구립 마천청소년수련관
- 송파인성 장애인 종합복지관
- 송파어린이 안전교육관

## 이용객 변동
| 노선  | 노선    | 일평균 인원수 (명/일) | 일평균 인원수 (명/일) | 일평균 인원수 (명/일) | 일평균 인원수 (명/일) | 일평균 인원수 (명/일) | 일평균 인원수 (명/일) | 일평균 인원수 (명/일) | 일평균 인원수 (명/일) | 일평균 인원수 (명/일) | 일평균 인원수 (명/일) | 각주  |
| 노선  | 노선    | 2000년                | 2001년                | 2002년                | 2003년                | 2004년                | 2005년                | 2006년                | 2007년                | 2008년                | 2009년                | 각주  |
| ----- | ------- | --------------------- | --------------------- | --------------------- | --------------------- | --------------------- | --------------------- | --------------------- | --------------------- | --------------------- | --------------------- | ----- |
| 5호선 | 승차    | 5,697                 | 5,872                 | 5,909                 | 6,033                 | 5,996                 | 5,805                 | 5,698                 | 5,506                 | 5,449                 | 5,347                 | [ 5 ] |
| 5호선 | 하차    | 5,978                 | 6,102                 | 6,148                 | 6,253                 | 6,117                 | 6,020                 | 5,839                 | 5,636                 | 5,614                 | 5,530                 | [ 5 ] |
| 5호선 | 승·하차 | 11,675                | 11,973                | 12,057                | 12,285                | 12,113                | 11,826                | 11,536                | 11,142                | 11,063                | 10,877                | [ 5 ] |
| 노선  | 노선    | 2010년                | 2011년                | 2012년                | 2013년                | 2014년                | 2015년                | 2016년                | 2017년                |                       |                       | [ 5 ] |
| 5호선 | 승차    | 6,040                 | 6,653                 | 6,725                 | 6,510                 | 6,448                 | 6,238                 | 5,528                 | 5,236                 |                       |                       | [ 5 ] |
| 5호선 | 하차    | 6,219                 | 6,754                 | 6,756                 | 6,528                 | 6,532                 | 6,287                 | 5,604                 | 5,266                 |                       |                       | [ 5 ] |
| 5호선 | 승·하차 | 12,259                | 13,408                | 13,482                | 13,038                | 12,980                | 12,525                | 11,132                | 10,502                |                       |                       | [ 5 ] |

## 인접한 역
| 서울 지하철 5호선 마천지선 | 서울 지하철 5호선 마천지선 | 서울 지하철 5호선 마천지선 |
| -------------------------- | -------------------------- | -------------------------- |
| P554 거여 방화 방면        | ● 수도권 전철 5호선        | 시·종착역                  |

## 사진

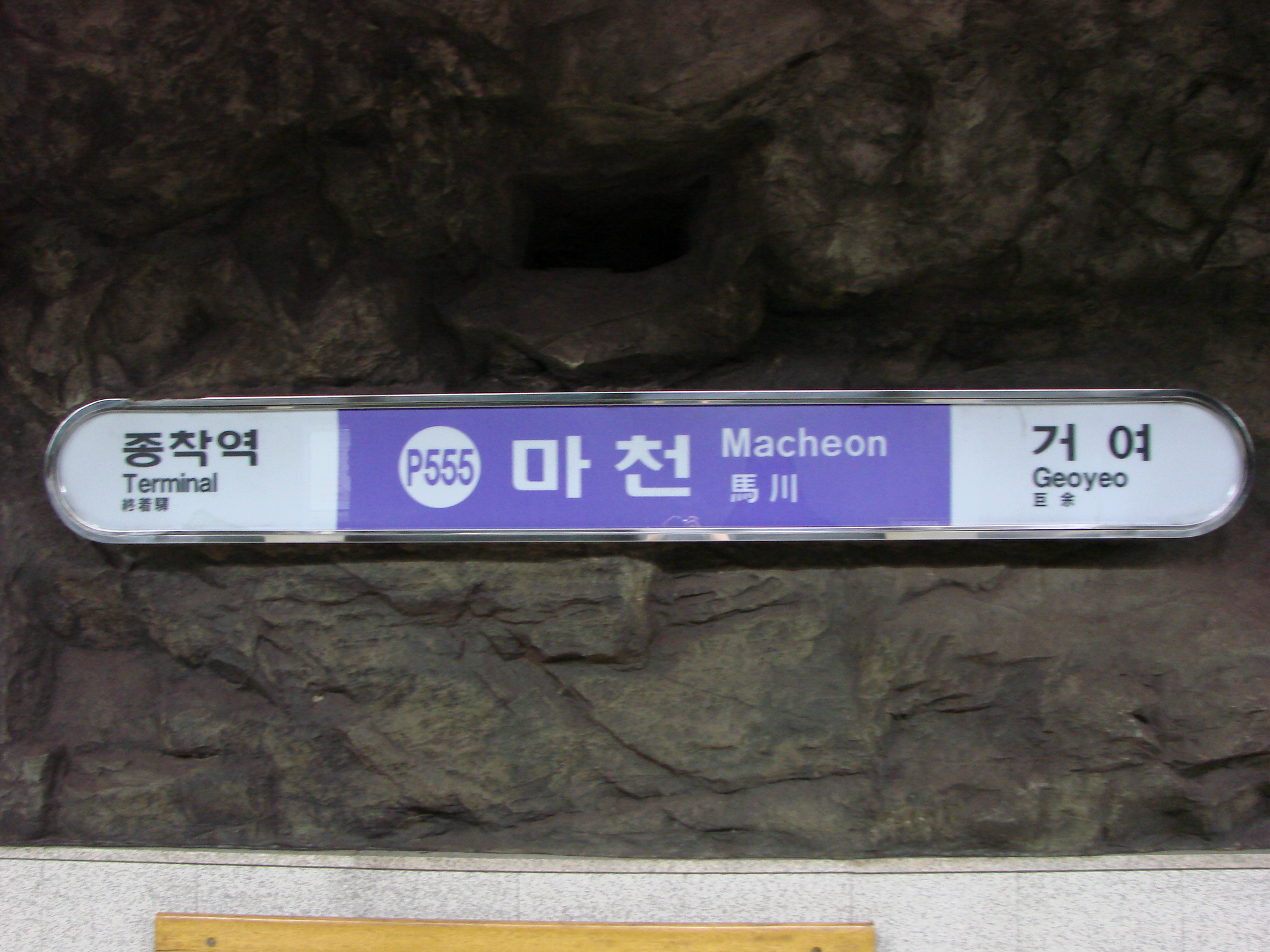
당역 종착 부착형 역명판(현재 철거됨)(상일동역~하남풍산역 구간(강일역 제외) 연장 개통 전, 서울특별시 도시철도공사 시절)
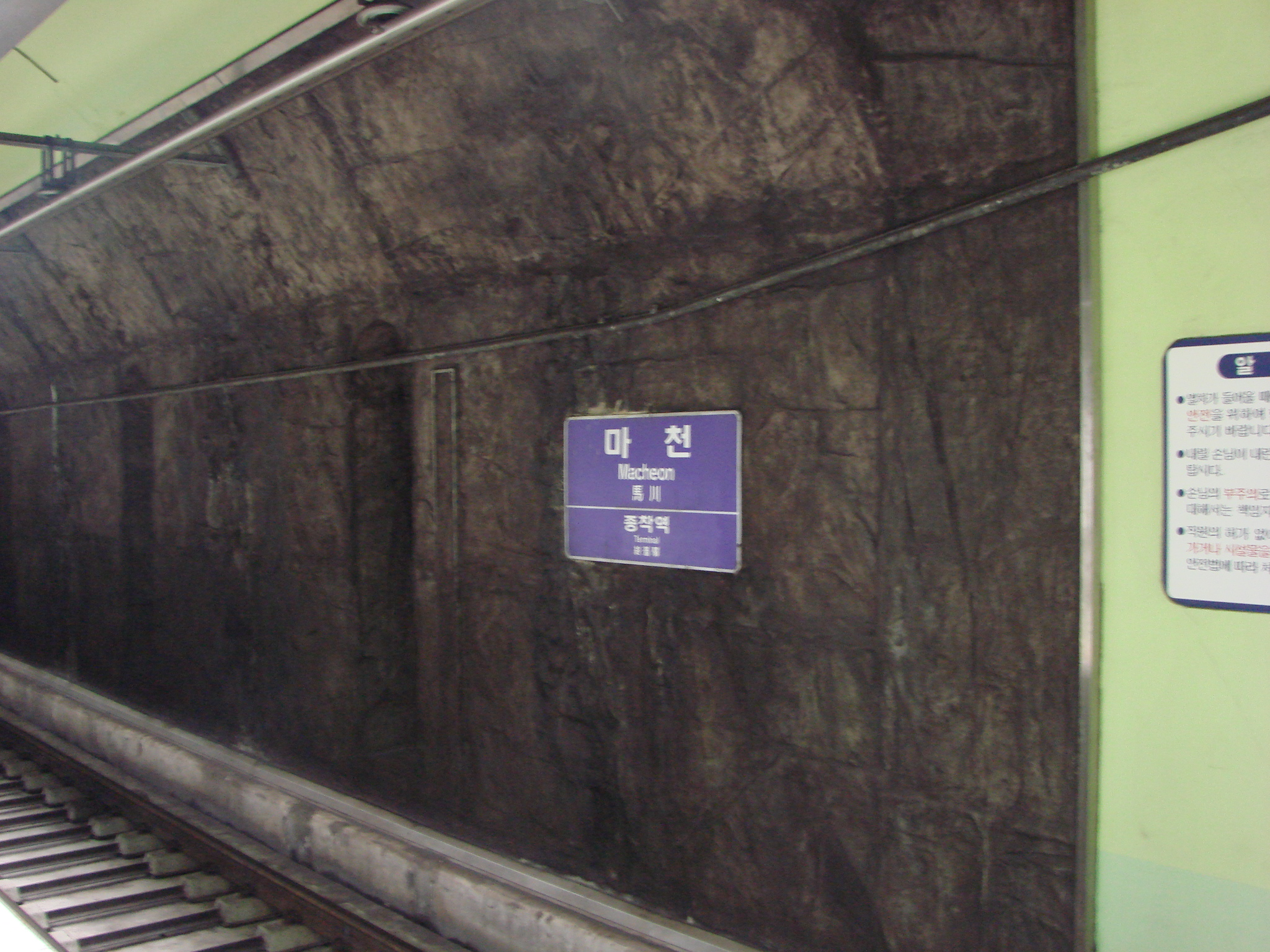
동굴 형태의 인테리어로 꾸며진 하행(당역 종착) 선로(현재 철거됨)(상일동역~하남풍산역 구간(강일역 제외) 연장 개통 전, 서울특별시 도시철도공사 시절)
상(방화 방향)·하행(당역 종착)이 분리되어 있는 개찰구(현재 횡단 가능으로 변경됨)(상일동역~하남풍산역 구간(강일역 제외) 연장 개통 전, 서울특별시 도시철도공사 시절)
상(방화 방향)·하행(당역 종착)이 분리되어 있는 개찰구(현재 횡단 가능으로 변경됨)(상일동역~하남풍산역 구간(강일역 제외) 연장 개통 전, 서울특별시 도시철도공사 시절)
마천역 내에 입점한 세븐일레븐 편의점(상일동역~하남풍산역 구간(강일역 제외) 연장 개통 전, 서울특별시 도시철도공사 시절)